# 로라 케니

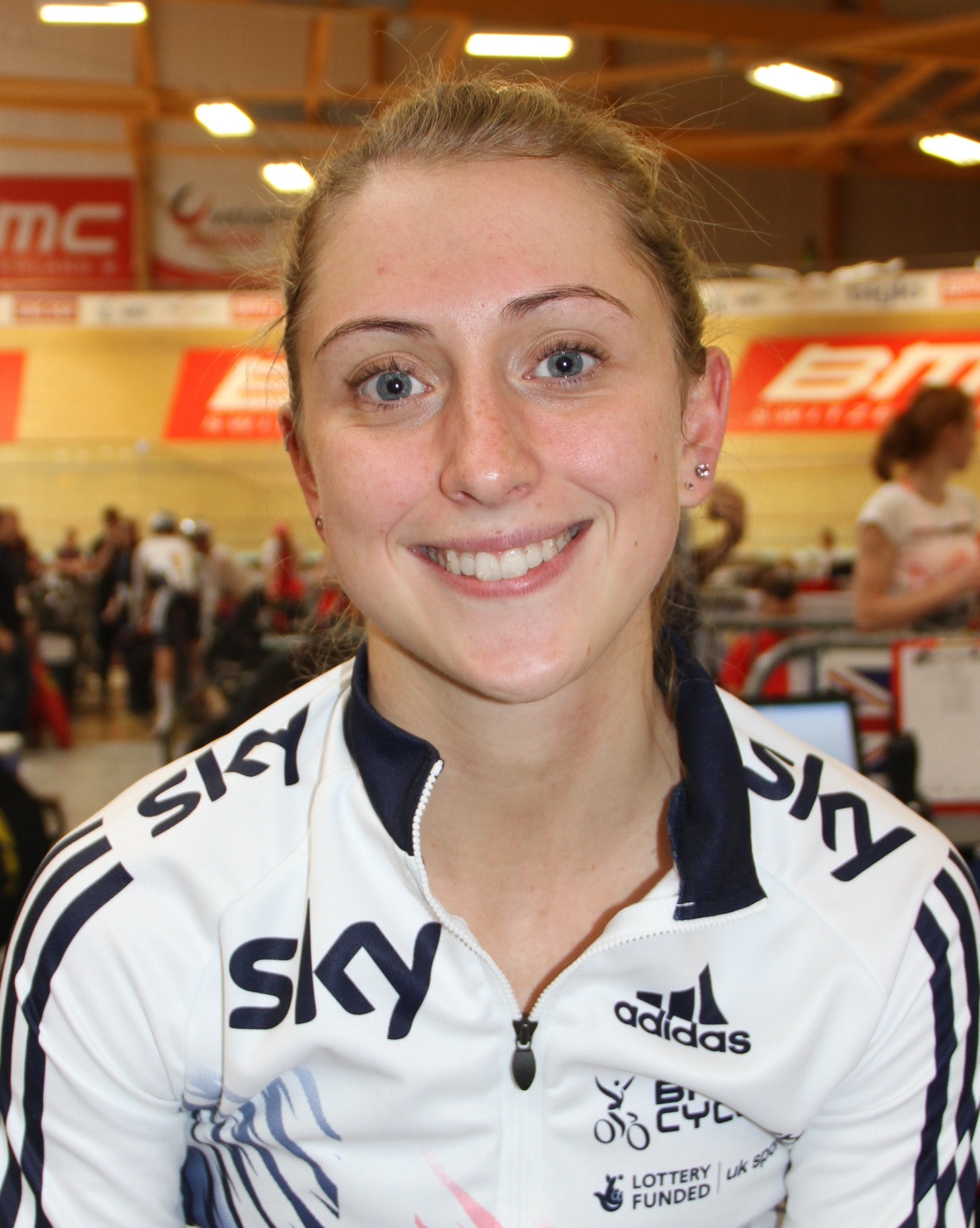

로라 케니(Laura Kenny, 본명: Dame Laura Rebecca Kenny DBE, OLY, 성씨는 Trott, 1992년 4월 24일 ~ )는 트랙 지구력 이벤트, 특히 팀 추격, 옴니엄, 스크래치 레이스, 엘리미네이션 레이스 및 매디슨 훈련을 전문으로 하는 영국의 전문 트랙 및 도로 자전거 경기 선수이다. 2012년과 2016년 올림픽에서 팀 추월과 옴니엄을 모두 획득한 6개의 올림픽 메달과 2020년 올림픽에서 매디슨, 2020년 올림픽에서 팀 추적에서 은메달을 획득한 그녀는 둘 다 가장 성공적인 여성 사이클리스트이다. 올림픽 역사상 가장 성공적인 영국 여성 운동선수이다.
2010년 유럽 트랙 선수권 대회에 처음 출전한 이후 세계 선수권 대회 7회, 유럽 선수권 대회 14회, 영연방 게임 타이틀 2회 등 총 34개의 메달을 획득했다. 도로 위에서 케니는 2014년 영국 전국 도로 경주 선수권 대회에서 우승하여 같은 경주에서 23세 이하 타이틀을 획득했지만 2015년 파리 대회 이후 다시 도로 경주에 참가하지 않았다.

## 같이 보기
- 올림픽 다관왕 목록